# مبدأ رامسفيلد
مبدأ رامسفيلد (بالإنجليزية: Rumsfeld Doctrine)‏ التي سميت على اسم وزير دفاع الولايات المتحدة الأمريكية السابق دونالد رامسفيلد، هو عبارة صاغها الصحفيون، المعنيون بالتحول الملحوظ للجيش الأمريكي.
سيعتبر هذا رأي رامسفيلد نفسه حول (ثورة في الشؤون العسكرية). يسعى به إلى زيادة جاهزية القوة، وتقليل كمية الإمداد المطلوبة للحفاظ على القوات، من خلال تقليل العدد في المسرح.
ويتم ذلك بشكل أساسي باستخدام (المركبات المدرعة الخفيفة) لاستكشاف الأعداء الذين يتم تدميرهم، بعد ذلك من خلال الضربات الجوية.

## المبادئ الأساسية لهذه العقيدة العسكرية
1. أنظمة قتالية عالية التقنية.
2. الاعتماد على القوات الجوية.
3. قوات برية صغيرة وذكية.

وبهذا تعتبر المراحل الأولى من حربي أفغانستان، والعراق أقرب تطبيقين لهذه العقيدة.